# Jan Vičar (Komponist)
Jan Vičar (* 5. Mai 1949 in Olmütz) ist ein tschechischer Komponist, Musikwissenschaftler und -pädagoge.
Vičar studierte Musikerziehung und Komposition in Olmütz, Brünn und Prag. Von 1989 bis 1989 war er Herausgeber des Musikjournals Hudebni rozhledy. Zwischen 1990 und 1998 und von 2000 bis 2003 leitete er das musikwissenschaftliche Institut an der Palacký-Universität Olmütz. Im Rahmen des Fulbright U.S. Scholar Program gab er 1988–99 an acht amerikanischen Universitäten, darunter der St. Cloud State University, der University of Iowa, der Florida State University, der Wake Forest University, der American University und der University of New Mexico, Vorlesungen. Er war Mitglied des Lenkungskomitees für das Forschungsprogramm zum musikalischen Leben in Europa zwischen 1600 und 1900 der Europäischen Wissenschaftsstiftung. 2005 unterrichtete er als Gastprofessor Komposition und Musiktheorie am Birmingham-Southern College in Alabama. Seit 2006 ist er Mitglied der Birmingham Art Music Alliance.
Vičar veröffentlichte fünf Bücher: Accordion (1981), Václav Trojan (1989), Music Criticism and the Popularization of Music (1997), Musical Aesthetics (1998) und Imprints: Essays on Czech Music and Aesthetics (2005). Seine Kompositionen erschienen u. a. auf den CDs Vivat Universitas!, We Sing und Fortissimo.